# Jardín de Plantas Medicinales de la Universidad de Farmacia Showa
El Jardín de Plantas Medicinales de la Escuela de Farmacia Showa (en japonés: 昭和薬科大学薬用植物園 Showa Yakka Daigaku), es un jardín botánico de 23,423 m², que se ubica en el campus de la Universidad de Farmacia Showa en Machida barrio de Tokio, Japón.

## Localización
Showa Yakka Daigaku, Higashi Tamagawa Gakuen 3-3165, Machida-shi, Tokyo-ken, Tokio 194-8543 Japón
Planos y vistas satelitales.35°32′55″N 139°26′48″E / 35.54861, 139.44667
- Altitud: 147 metros
- Temperatura media anual: 15,3 °C
- Promedio Anual de Lluvia: 1305 mm (1971 a 2000)

La entrada es gratuita de 9:00 a 16:00 los días de apertura de la universidad, el sábado de 10:00 a 16:00, no obstante a partir del mes de octubre de 2007 el jardín se cerrará de manera temporal el sábado.

## Historia
Lo que iba a convertirse en la actual Universidad Farmacéutica Showa fue fundada en 1930 como Escuela de Farmacéutica para Mujeres de Showa (Showa Women's Pharmaceutical College、昭和女子薬学専門学校, Shōwa Joshi Yakugaku Senmon Gakkō), después en 1948 fue renombrada como Universidad Farmacéutica para Mujeres Showa (昭和女子薬科大学, Showa Joshi Yakka Daigaku) y se convierte en la Universidad de Showa en el año 1950. Ahora comparte uno de sus edificios con la Escuela Británica en Tokio.
El jardín botánico fue creado en abril de 1990 como jardín de hierbas, y plantas medicinales de la Universidad Farmacéutica Showa, principalmente para fines de investigación.

## Colecciones
El jardín botánico alberga unas 1.200 especies de plantas que se dividen en varias secciones:
- Plantas medicinales de Japón, plantas de las que se utilizan en la farmacopea japonesa, Polygonum multiflorum.
- Plantas utilizadas en medicina ayurvédica (plantas de Nepal y Sri Lanka),
- Plantas medicinales de Brasil.
- Arboretum
- Plantas de zonas pantanosas
- Plantas acuáticas,
- Hay varios pequeños invernaderos cuya superficie total es de 366 m².

## Investigación
Se lleva a cabo un programa de investigación sobre la sistemática de la clase Taraxacum de la isla de Hokkaidō: en efecto, parece que se desarrollan varias clases de dientes de león en esta isla del norte de Japón y ninguna investigación se había llevado sobre este tema hasta ahora.
El jardín realiza también un programa de censo y conservación de plantas medicinales fuera de Japón y, en particular, en Nepal.

## Actividades pedagógicas
Además de servir como reserva de plantas para utilizar en los estudios universitarios, el jardín organiza cursos prácticos sobre las plantas medicinales al público en general y esto, el tercer sábado del mes, desde el mes de abril hasta el mes de octubre, a excepción del mes de agosto.